# Quốc lộ 14G
Quốc lộ 14G (tên cũ là tỉnh lộ 604) là con đường nối liền tỉnh Quảng Nam và thành phố Đà Nẵng.
Quốc lộ 14G có lý trình từ Km0+000 đến Km66+000 do Tổng cục Đường bộ Việt Nam quản lý và khai thác. Chiều dài toàn tuyến 66 km. Điểm đầu là giao cắt với Quốc lộ 14 ở thị trấn Prao, huyện Đông Giang, tỉnh Quảng Nam. Điểm cuối là giao cắt Quốc lộ 14B tại huyện Hòa Vang, thành phố Đà Nẵng.
Ngày 7 tháng 5 năm 2012, Bộ trưởng Bộ Giao thông Vận tải Đinh La Thăng ban hành Quyết định số 998/QĐ-BGTVT về việc nâng cấp tỉnh lộ ĐT.604 lên thành Quốc lộ 14G. Mục đích của quyết định nhằm nâng cao việc khai thác tuyến đường Hồ Chí Minh, do đó mang đến nhu cầu giao thông giữa tỉnh Quảng Nam và Thành phố Đà Nẵng thuận tiện hơn, từ đó có thể phát triển kinh tế - xã hội và an ninh quốc phòng tại địa phương.